# 大橋正博
大橋正博（Masahiro Ohashi，1981年6月23日—），日本足球運動員，司職中場，曾效力日本職業乙組足球聯賽球會松本山雅。

## 榮譽
橫濱水手
- 日本甲組職業足球聯賽
  - 冠軍 (2) : 2003, 2004
  - 亞軍 (1) : 2000

川崎前鋒
- 日本甲組職業足球聯賽 亞軍 (1) : 2008
- 日本聯賽盃 亞軍 (1) : 2007

## 外部連結
- 日本職業足球聯賽中的大橋正博 （日語）
- 大橋正博在kleague.com上的出场纪录